# Manovra (guerra)
La manovra, nel glossario della scienza militare, identifica una serie di azioni effettuate da unità dell'esercito con lo scopo di usufruire e volgere una data circostanza a proprio favore a discapito del nemico; essa si trova nel linguaggio strategico, tattico, logistico, addestrativo. La manovra è il mezzo, la modalità con cui si attua il concetto operativo del comandante e per cui si applicano al caso contingente i principi generali dell'arte della guerra.
Nella storia militare vi sono infiniti esempi di manovre dei vari tipi di manovra sia nel campo strategico che in quello tattico. Si sono evolute e perfezionate nel corso della storia militare, ad esempio una innovativa tecnica fu quella del doppio aggiramento, utilizzata da Annibale nella battaglia di Canne del 216 a.C..

## Descrizione
I principi essenziali della manovra sono l'azione a massa e la sua sorpresa, agire cioè con la somma delle forze nel punto e nella direzione in cui il nemico meno se lo aspetta.
Data la grande estensione dei moderni fronti di schieramento si avranno un'azione principale nel tratto prescelto in base ai criteri di cui sopra, e una o più azioni concomitanti, destinate a facilitare quella principale e ad impedire all'avversario l'azione a massa nel tratto ove si sviluppa l'azione principale stessa. Il dosamento delle forze, il loro scaglionamento in profondità per il governo della battaglia, le ipotesi sulla successione degli atti, il coordinamento delle varie azioni e dei vari mezzi costituiscono l'essenza del disegno di manovra è la determinazione del tratto o dei tratti di fronte su cui esercitare lo sforzo principale. È questo che differenzia e caratterizza i vari tipi di manovra, così nel campo strategico che in quello tattico.
Si può aprioristicamente affermare che la direzione più pericolosa è generalmente il fianco. L'azione contro uno o entrambi i fianchi dà luogo rispettivamente alla manovra di avviluppamento semplice o doppia nel campo tattico, alla manovra di aggiramento semplice o doppia nel campo strategico. 

## Tipologie
Nel campo strategico abbiamo inoltre i seguenti tipi di manovra:
- per linee interne, quando una massa centrale interposta fra due o più masse nemiche opera in modo da impegnare battaglia separatamente con ciascuna successivamente;
- per linee esterne, quando più masse agiscono concentricamente contro una massa centrale;
- sfondante centrale o sfondante d'ala, quando nel campo strategico una massa agisce in modo da interporsi, o nel centro o verso una delle ali, tra le frazioni dell'esercito o degli eserciti avversari, in modo da separarle, per poi impegnare battaglia con tali frazioni in tempi successivi con le proprie forze riunite contro le forze nemiche separate.

Data la generalità e la universalità dei principi dell'arte della guerra, la manovra è attuabile da tutte le unità, grandi e piccole. Variano solo i rapporti di tempo, di spazio e di forza. Tutte le unità devono manovrare e cioè attuare delle modalità per l'applicazione dei principi per il conseguimento dello scopo.

## Classificazione

### Manovra terrestre
Sono così indicate le esercitazioni con i quadri miranti a perfezionare l'istruzione dell'ufficiale, sviluppando in lui la capacità a prendere decisioni logiche e rapide e a concretarli in ordini chiari e concisi. Servono inoltre ad approfondire problemi non sviluppati adeguatamente durante le esercitazioni con le truppe. Lo svolgimento di una manovra coi quadri comprende in genere alcuni semplici fasi:
- esame dell'argomento che è scopo principale della manovra, dal punto di vista dottrinale;
- Esame del tema;
- esame del terreno;
- soluzione del tema;
- discussione della soluzione e ammaestramenti.

### Manovra logistica
Nel campo della logistica la manovra consiste essenzialmente nella preparazione e nel trasferimento dei materiali o spostandoli da un settore all'altro del fronte, o a decentrarli dagli stabilimenti, od attingendoli dalle fonti di produzione. Il tutto ha lo scopo di addensarli nel punto dove se ne prevede il maggior consumo.
La manovra logistica è un problema vecchio quanto  è vecchia la guerra. In ogni epoca costituì uno dei capisaldi della concezione operativa del condottiero.
Da quando Epaminonda ruppe la rigida compagine della falange greca e pensò ai vantaggi che potevano trarsi dalla manovra nel campo tattico, da allora nacque spontaneamente e come logica conseguenza della variabile densità della massa combattente, il bisogno di distribuire razionalmente nello spazio e nel tempo i mezzi per la lotta ed i servizi per la vita. Questa manovra logistica fu quasi embrionale con gli eserciti antichi, destinati a operare e combattere in pochi spazi. Divenne sempre più vasta e complessa con gli eserciti moderni, che con le armi da fuoco, furono chiamati ad operare ed a combattere su fronti e profondità sempre più ampi.
Esempi di manovra logistica se ne ebbero in tutte le guerre. Nelle ultime mondiali, raggiunsero proporzioni veramente impressionanti. Nella Prima, come l'offensiva tedesca in Francia e nel Belgio agosto (1914), nelle operazioni che condussero i tedeschi alle vittorie di Tannenberg (agosto 1914) e dei laghi Masuri (febbraio 1915), nell'offensiva austriaca e nella controffensiva italiana nel Trentino (maggio-giugno 1916) nella conquista di Gorizia. Senza contare nel Fronte Russo (1941-1942) e tutti gli altri fronti della seconda guerra mondiale.

### Manovra aerea
Insieme di esercitazioni, conglobate in un piano strategico, svolte dai reparti delle aeronautiche militari per realizzare ed esprimere concetti e le teorie scaturite in seno ai vari enti di studio. Una manovra aerea può essere effettuata sia con criteri esclusivamente di impiego, sia per risolvere problemi di organica e di logistica. Secondo la configurazione geografica di un territorio e il piano di guerra generale, può avere per scopo anche l'attacco o la difesa di centri demografici e industriali di vitale importanza.
Le manovre aeree possono essere effettuate in cooperazione con reparti terrestri o forze navali.

### Manovre navali
Le flotte delle nazioni marinare eseguono le manovre periodicamente, sia in ambito nazionale che internazionale, così come altrettanto periodicamente vengono effettuate delle manovre interforze o congiunte, ovvero in cooperazione con altre forze armate sia del proprio Paese che degli alleati. Si cerca di effettuare tali esercitazioni con la partecipazione del maggior numero possibile di unità della flotta, cercando così di individuare e risolvere i problemi di carattere tattico e strategico.